# Pluimvoetbij
De pluimvoetbij (Dasypoda altercator, synoniem D. hirtipes) is een vliesvleugelig insect uit de familie Melittidae. De wetenschappelijke naam van de soort is gepubliceerd in 1780 door Harris.

## Kenmerken
De bijen bereiken een lichaamslengte van 12 tot 15 millimeter. De vrouwtjes zijn te herkennen aan de karakteristieke, zeer lange geel gekleurde haarborstels op de achterpoten, de zwartbruine eindranden en de witte marginale banden op de tergieten van het tweede tot het vierde buiksegment. Ze zijn ook behaard geelbruin op het hoofd en de thorax en hebben een duidelijk verdonkerd gebied op het mesonotum. De mannetjes zijn oker- tot oranjegeel behaard met losse dwarsbandjes op het achterlijf en een licht aangezicht. De beharing op het borststuk is ruig en afstaand.
De Pluimvoetbij graaft holtes in zanderige bodems, ze nestelt vaak in grote groepen. De lange beharing op de achterpoten wordt gebruikt om de nesten uit te graven. De bijen vliegen in een generatie per jaar, van juni tot en met augustus.

## Voorkomen
De leefomgeving van de bij bestaat uit droge en warme zandgebieden zoals zandputten, zandige overstromings- en spoordijken, zandbermen, binnenduinen, taluds met losse löss of stuifzandvelden. Ze is ook aanwezig op zandige plekken in verstedelijkt gebied. Nestopeningen zijn daar bijvoorbeeld tussen straattegels aan te treffen.

## Verspreiding
De soort komt voor in Zuid- en Midden-Europa, noord tot 63° noorderbreedte en komt ook voor in Engeland. Het insect is wijdverbreid en algemeen, vooral in het noorden van Centraal-Europa, het is zeldzamer in het zuiden van Centraal-Europa.

## Afbeeldingen

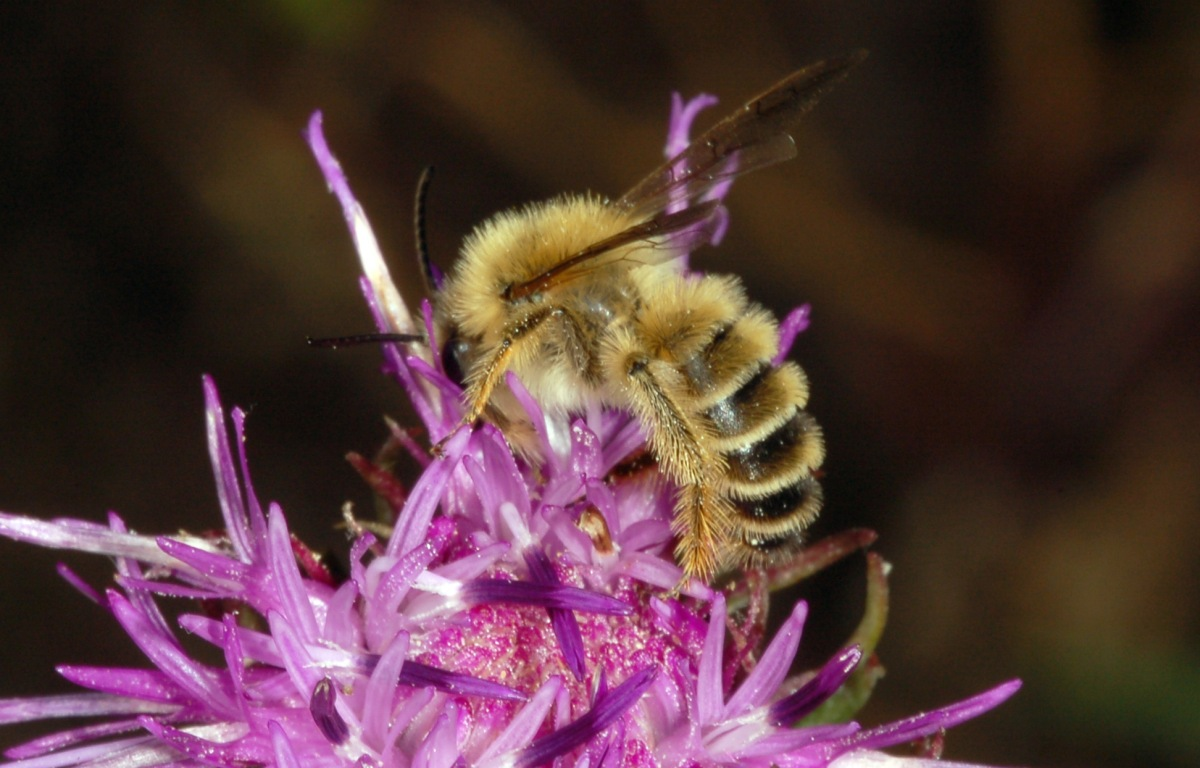
Pluimvoetbij (vrouwtje)
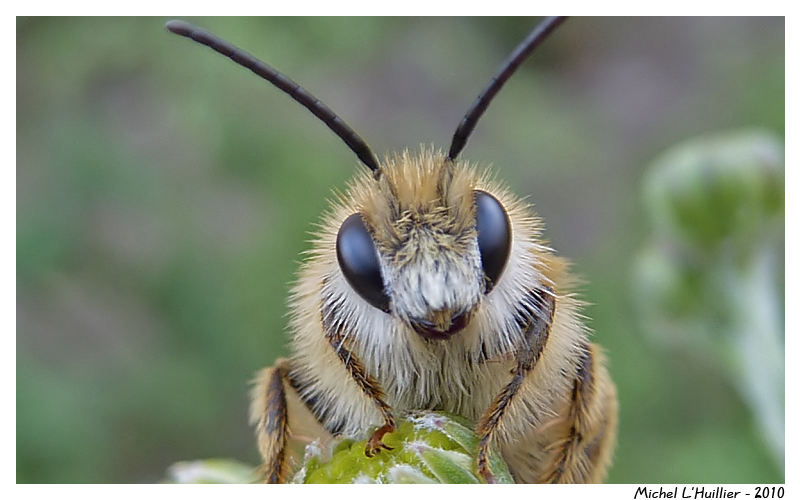
Pluimvoetbij (mannetje)
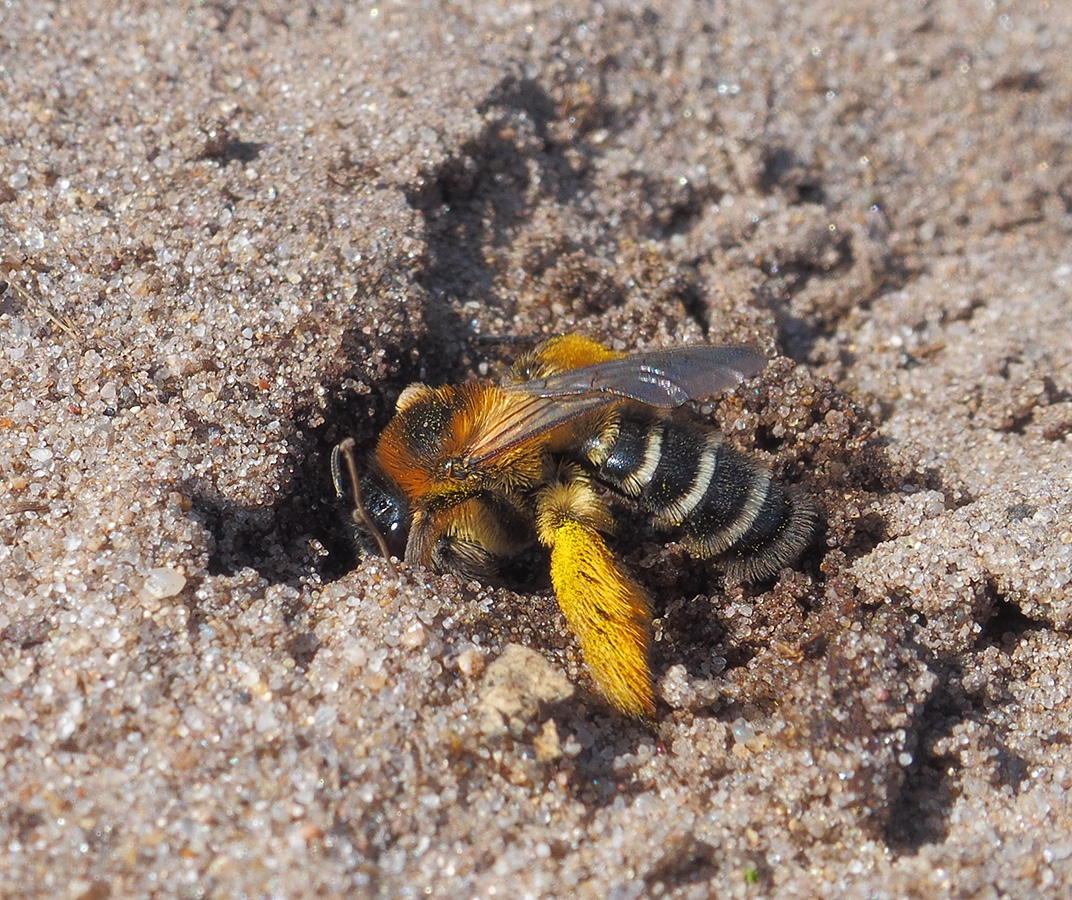
Gravend vrouwtje